# 帕里卡
帕里卡是圭亞那的城鎮，由埃塞奎博群島-西德梅拉拉區負責管轄，位於該國北部大西洋沿岸，海拔高度1米，是重要的交通樞紐，鎮上有多間銀行，2010年人口4,081。
6°52′N 58°25′W / 6.867°N 58.417°W